# نويل بيرك
نويل بيرك (بالإنجليزية: Noel Burke)‏ هو مغني أيرلندي وبريطاني، ولد في 29 نوفمبر 1962 في بلفاست في المملكة المتحدة.